# Acomis
Acomis là một chi thực vật có hoa trong họ Cúc (Asteraceae).

## Loài
Chi Acomis gồm các loài: